# Viverols

Viverols este o comună în departamentul Puy-de-Dôme, Franța. În 1 ianuarie 2022 avea o populație de 443 de locuitori.